# 豊橋市立南部中学校
豊橋市立南部中学校（とよはししりつなんぶちゅうがっこう）は愛知県豊橋市北山町にある公立中学校。

## 概要
当校周辺には愛知大学・時習館高校・豊橋工科高校・栄小学校・福岡小学校・中野小学校・福岡保育園などの教育関連施設が多数ある。徒歩通学が原則である。生徒数は740名（ホームページより、平成28年6月20日現在）。

## 教育目標
- 自ら学ぶ生徒
- 礼儀正しい生徒
- たくましい生徒

## 部活動
- 陸上部
- サッカー部
- 軟式野球部
- ソフトボール部
- ソフトテニス部
- バレーボール部
- バスケットボール部
- ハンドボール部

- 水泳部（現在はない）
- 柔道部（現在はない）
- 剣道部
- 相撲部 - 大会時のみ
- 駅伝部 - 大会時のみ
- 吹奏楽部
- 美術部
- コンピュータ部
- レクリエーション部
- 手芸部（現在はない）

## 所在地
- 〒441-8105　愛知県豊橋市北山町字東浦1番地の4

## アクセス
- 豊橋鉄道渥美線
  - 南栄駅下車、徒歩約5分
- 豊鉄バス大崎線
  - 時習館前バス停下車、徒歩約6分

## 出身者
- 佐原光一 - 豊橋市長
- 森福允彦 - 福岡ソフトバンクホークス投手
- 永田昌弘 - 国士舘大学硬式野球部監督
- 伊澤菜々花 - 2009年奈良インターハイ陸上女子3000ｍ優勝